# Атомна маса
Атомна маса на даден елемент – това е усреднената маса на всички изотопи на даден елемент, с отчитане тяхното процентно съотношение. Атомната маса също е позната като относителна атомна маса или средна атомна маса. Тези стойности са написани в таблицата на Периодична система на елементите, според изотопния състав на земната кора и атмосфера. За изкуствено получените елементи е посочена в скоби атомната маса на най-стабилния изотоп.

## Атомна маса на изотоп
Атомна маса на даден изотоп – това е масата на изотопа, измерена по скала, в която въглерод-12 (12С) има маса точно 12 единици. Атомната маса на никой друг изотоп не е цяло число. Това е така, защото протоните и неутроните нямат точно еднаква маса, а също и поради ефекта на прибавяне/отнемане на маса заради енергията на свързване на ядрото. Все пак, този масов дефект е малък спрямо сумарната маса на неутроните и протоните, затова закръглената стойност на атомната маса ни дава броя на нуклеоните. Броят на неутроните може да се пресметне, като от общия брой извадим атомния номер.
Кривата на изменението на масовия дефект спрямо атомния номер е следната: Отклонението е с най-голяма положителна стойност при водорода, става отрицателна с най-ниска стойност при желязо-56 (56Fe), после расте и става положителна при тежките изотопи с големи атомни номера. От това следва, че ядреният разпад на елемент по-тежък от желязото ще отделя енергия, а ядреният разпад на по-леки елементи изисква влагане на енергия. Вярно е и обратното – при ядрен синтез на елементи по-леки от желязото се отделя енергия, а за синтез на по-тежки елементи трябва да се вложи енергия.

## Молекулна маса
Подобна величина, наречена молекулна маса е дефинирана и за молекулите. Пресмятането на молекулната маса става като се сумират атомните маси на съставящите молекулата атоми, отчитайки броят им в молекулата според химическата и формула.
Посредством мас спектрометрия се прави непосредствено сравнение и измерване на масата на атомите и молекулите.